# 文根阿爾卑斯鐵路
文根阿爾卑斯铁路（WAB）是瑞士一條19.11公里長的齒軌鐵路。路線分為两支，一支从勞特布倫嫩出发，另一支由格林德尔瓦尔德出发，途中经过文根與小沙伊代格。文根阿爾卑斯鐵路是世界上最长的连续齿軌铁路 。名字的含意其實是指文根上的阿爾卑斯季節移牧。
一般來說，鐵路分為兩個路線运作，一個部分的列車由勞特布倫嫩出發，另一部份由格林德尔瓦尔德出發並經過文根，兩部分的列車均以小沙伊代格為終點站。大部分的乘客會在小沙伊代格轉乘少女峰铁路，並持续向上前往歐洲最高火车站：少女峰山坳站。
勞特布倫嫩或格林德尔瓦尔德並可以轉乘伯恩高地鐵路（Berner-Oberland-Bahn，BOB）前往因特拉肯東站（Interlaken ost）。勞特布倫嫩並可搭乘勞特布倫嫩-米倫索纜鐵路（Bergbahn Lauterbrunnen-Mürren，BLM）前往米倫，以及搭乘通往施泰谢尔贝格（Stechelberg）和伊森弗卢（Isenfluh）的巴士線路。

## 歷史
- 1875年，文根阿爾卑斯鐵路的第一條鐵路計劃就已經制定，但由於預計成本高以及特許權到期並沒有興建。
- 1890年，莱奥·黑尔-贝特里（Leo Heer-Bétrix）獲得了一個新的、80年的特許權而得以建造和運營鐵路。文根阿爾卑斯鐵路正式成立。
- 1891年，興建工程開始
- 1892年4月18日，進行試駕，第一台蒸汽列車駛進文根；8月10日開通了到達小沙伊代格的路線。
- 1893年6月20日，文根阿爾卑斯鐵路從勞特布倫嫩到格林德尔瓦尔德的路線全線開通，但僅在夏季行駛。乘客數量高於預期，因此又購買了幾列新車[2]。
- 1909年6月3日，勞特布倫嫩到小沙伊代格之間完成了電氣化於，使用1500V的直流電，出於安全考量，運行時，電車的動力車組需要放在下坡端，因此並沒有勞特布倫嫩到格林德尔瓦尔德的直達車[3]。
- 1910年6月24日，格林德尔瓦尔德到小沙伊代格之間的路段也完成了電汽化。
- 1912年，蒸汽列車停止運行。
- 1910年7月7日，勞特布倫嫩到文根之間開闢了一條更長但不那麼陡峭的新路線，不過舊的路線仍然被保留了近一百年，最終由於其過陡的坡度以及地質穩定性的影響，在2009年被拆除。
- 1913年，勞特布倫嫩到小沙伊代格的路線開始在冬季運營。
- 1925年，勞特布倫嫩端進一步成為全年運營路線。
- 1934年，格林德尔瓦尔德端的路線開始冬季營運。
- 1960年，格林德尔瓦尔德端開始全年運營。
- 1942年，公司將總部從蘇黎世搬到因特拉肯。
- 1946年，文根阿爾卑斯鐵路與少女峰鐵路（JB）合資企業的董事會與伯恩高地鐵路（BOB）合併；少女峰地區的鐵路開始聯合管理和運營。 這個合作組織在2000年成為法人實體：少女峰鐵路管理股份有限公司（Jungfraubahnen Management AG），並作為少女峰控股公司之子公司。
- 1947年，公司購買了第一輛汽車。
- 1948年，小沙伊代格建造了一個地下的Y字型鐵路，可供列車轉換方向，但不適用於客運列車[3]。
- 1985年2月18日，在阿爾卑斯谷和薩爾采格（Salzegg，非客運站）之間發生了人為事故引起的雪崩，並造成兩列車被掩蓋、兩名員工罹難[4]。
- 1990年，在勞特布倫嫩一側建造了一個雪崩避難所。
- 1995年，文根車站重建，並增建了一個貨運站。
- 2005年，文根阿爾卑斯站台的月台可用長度從127公尺擴建到181公尺。
- 2011年，在文根和阿門德之間開闢了一條新的雙循環軌道，這使得允許在勞特布倫嫩到小沙伊代格之間可以使用鐘面時間表（clock-face timetable）。

## 所有權

少女峰鐵路控股公司以及歐洲之巔少女峰聯盟的標誌，可在文根阿爾卑斯鐵路中看見。

文根阿爾卑斯鐵路股份有限公司（Wengernalpbahn AG）及文根阿爾卑斯鐵路的路線均附屬於少女峰铁路控股公司（Jungfraubahn Holding AG，JBH）。少女峰鐵路控股公司还拥有的少女峰鐵路管理股份有限公司（Jungfraubahnen Management AG）和哈德鐵路。少女峰鐵路控股公司並管理了「歐洲之巔少女峰」联盟的营销市場管理，因此文根阿爾卑斯鐵路也屬於廣義少女峰鐵路的其中一部份。